# 自治省
自治省（じちしょう、英: Ministry of Home Affairs）は、1960年（昭和35年）7月1日から2001年（平成13年）1月5日まで存在した、日本の行政機関のひとつ。地方行財政、消防、選挙制度等を所管した。

## 概説
旧内務省の直系を自認した最小の省（定員360名＋外局160名）。英語名称として名乗った「Ministry of Home Affairs」は他国の内務省の名称のひとつである。

### 内務省廃止後
1947年（昭和22年）12月31日に「内務省及び内務省の機構に関する勅令等を廃止する法律（昭和22年12月26日法律第238号）」により内務省（最後の内務大臣は木村小左衞門）が廃され、これに先行して同年12月10日に設置されていた全国選挙管理委員会のほか、翌1948年（昭和23年）1月7日に地方財政委員会（委員長は国務大臣（初代委員長は竹田儀一）をもって充てられた）が、また同年3月7日に、1月1日に内閣総理大臣の管理に属する機関として臨時（存続期間は90日以内と定められていた。）に設置されていた内事局（長官は林敬三（1929年（昭和4年）内務省入省））を廃して、総理庁官房自治課と、国家公安委員会の下に国家地方警察本部及び国家消防庁が相次いで設置され、旧内務省の機構は細分化された。
1949年（昭和24年）6月1日に、地方財政委員会と総理庁官房自治課を統合し、旧内務省地方局の流れを汲む地方自治庁（初代長官は木村小左衞門）が総理府の外局に置かれた。1950年（昭和25年）5月30日再び地方財政委員会と地方自治庁に分かれたものの、1952年（昭和27年）8月1日、全国選挙管理委員会、地方財政委員会及び地方自治庁を統合し、国務大臣（自治庁長官）を長とする自治庁が、地方自治を包括的に所管する官庁として設置された。
旧内務官僚は、地方自治庁の地位を高めて、いずれは官選知事制度（地方長官任命制度）を復活させることを夢見ており、1955年（昭和30年）の秋に、東京大学の就職説明会に訪れた自治庁の中堅幹部が「近く官選知事が復活するから、諸君に来てもらいたい」と熱心に勧誘していたのを、秦郁彦が目撃している。その甲斐あってか、自治庁は大蔵省や通産省と並んで、東京大学法学部の学生から人気が高い官庁であった。

### 「内政省」設置法案の攻防
1956年（昭和31年）、自治庁と建設省などを統合して、内政省を設置するという行政審議会の答申により、第3次鳩山一郎内閣によって内政省設置法案が第24回国会に提出された。自治庁にいた旧内務官僚たちは、当時、行政管理庁長官であった河野一郎を味方につけて、「内政省は旧内務省の復活」であるとして猛反発した学者グループを強引にねじ伏せることに成功。その後、旧内務官僚たちは省庁の垣根を越えて、すさまじい根回しを各所で行い、法案提出までこぎつけていた。自治庁の幹部たちの狙いは、旧内務省の失地回復と、建設省が握っている膨大な額の公共事業費が目当てであり、金の威力で地方自治体への統制力強化を強めるという深謀遠慮があった。また、それに付随して、官選知事制度（地方長官任命制度）の復活を実現したいという〝夢よもう一度〟の野心もひそんでいた。
ところが、自治庁と同じ旧内務省系官庁である建設省が猛反発した。建設省は事務官と技官の二派に分かれており、技官は旧内務省土木局時代に冷遇されて、昇進しても課長止まりで、局長にはなれなかった。それが、戦後になって日本がGHQの占領統治下に置かれると状況が一変し、自分たちを冷遇していた内務省は解体・廃止され、新設された建設省では、局長ポストの半分が技官となり、次官ポストも事務官と技官が交代で就任するという不文律までできていた。建設省の技官にしてみれば、旧内務省の直系である自治庁との統合は、また事務官に頭をおさえられることと同義であり、受け入れられるものではなかったのである。建設省の官僚は、技官の人数が事務官を圧倒しており、技官に乗せられた馬場元治建設大臣は、閣議で決定していた内政省設置法案に「職を賭しても絶対反対する」と表明。建設省は、林野・港湾・水道・水力発電・運輸などの諸行政を統合する国土省設置法案を構想し、自治庁への対抗心をむき出しにしていた。
自治庁側は、内務省出身の国会議員に働きかけをおこない、法案作成の責任官庁である行政管理庁のお株を奪うかたちで、内政省設置法案の成立に総力を挙げており、行政管理庁の総務課員をカン詰めにして作文をしたという。この際、内政省設置法案に反対していたはずの建設省の課長が密かに自治庁に出向いて、法案作成に協力していたという逸話がある。建設省でも旧内務官僚の事務官は、内政省設置法案に賛成しており、建設大臣や技官を裏切るかたちで、自治庁に内通していた。
内政省設置法案は自民党の多数と社会党右派の支持を受けていたが、建設省の技官は国土省設置法案を国会議員に働きかけ、社会党左派のみならず、自民党の一部からも支持を受けていた。内政省設置法案は、政局を不安定なものとし、鳩山内閣の政権運営にも影響を与えたため、内閣自ら撤回することになった。その後、1958年（昭和33年）に、内政省設置法案は第1次岸内閣 (改造)により廃案となった。

### 安保の中の「省」昇格
内政省は実現しなかったものの、自治庁の省昇格の声が高まり、「内政省」「地方省」などの案が出され、1960年（昭和35年）7月1日に、国家消防庁を統合して自治省（初代自治大臣は石原幹市郎）に昇格し、悲願の省昇格を果たした。自治省の設立には、社会党が「翼賛体制の中枢であった内務省の復活を画策している」として反対しており、実現の見通しが立っていなかったが、当時、国会は60年安保闘争で大混乱に陥っており、世間の目が安保改定に集中していることが幸いして、自治省設置法が成立した。元内務官僚の荻田保（地方財務協会会長や公営企業金融公庫総裁を歴任）は「内務省の役人だった者としては、〝庁〟ではあまりにも情けなかった。〝省〟への昇格は地方局出身者全員の悲願だった。その先頭に立ったのが、鈴木俊一、小林与三次、奥野誠亮さんら、俗に〝自治OB三羽烏〟といわれる人々でした。しかも、幸運だったことは、昭和35年という年。その年は安保騒動で国が大揺れに揺れたときで、そのドサクサにまぎれて自治省成立の法案を通過させたんです。あれが平常時だったら通過しただろうか……」と、述懐している。
自治庁の省昇格について、政府は「地方団体の行財政能力の充実は政府の重要な任務であるのに、これを指導育成する自治庁は総理府の一局にすぎず、自治庁長官は国務大臣でありながら法律、政令案などについて開示請求権がなく、省令の制定権も、予算の要求、執行上の独立の権限も認められていない。省に昇格することによって政府内における自治庁の地位が向上し、地方自治によい結果をもたらすことになる、いわば「番頭の政治から主人の政治になる」から、これまでのように予算編成のたびに地方交付税率の引き上げや地方税減税などで大蔵省に押しまくられなくともすむ」としたほか、「内務省の復活」との非難には、「昔の内務省は警察権をもっていたうえ、知事はじめ地方官吏の任命権、地方団体に対する直接的な指導権をもっていたが、今日警察権は公安委員会制度を基盤としており、また知事公選も存続しているから、その非難は全く思いすごしだ」としていた。
朝日新聞は自治庁の省昇格について、「率直にいって、今度の省昇格案を推進した力は、自治庁の役人の劣等感と、自民党内にいる旧内務官僚の郷愁とであった。いわば「もう戦後ではない」を機構の上にもちこみ、戦前の一等官僚としてこの自負心をとりもどすことに主眼があった、といっても過言ではない。従って、この改正案そのものの中では具体的に権限強化をとくに考えていないし、実際問題としても、いまとなっては警察庁にせよ、建設省にせよ、経済企画庁にせよ、部内人事の都合などから自治庁との合併はまっぴらとの態度をとっている。その限りでは昔なみの内務省は実現不可能の状態となっている。だから、今度自治庁が省に昇格しても、そのことだけで「内務省の再現」とさわぐのは、やや観念的だともいえるだろう」と指摘していた。

### 中央省庁再編まで
1963年（昭和38年）、臨時行政調査会（第一次臨調）第1専門部会第1班の報告書に、自治省と警察庁を統合して、自治公安省または内政省を設置し、国家公安委員会を外局（行政委員会）とし、自治公安大臣または内政大臣が国家公安委員会委員長を兼務することが盛り込まれた。これには自治省、警察庁、建設省にいる事務系の旧内務官僚や、旧内務省出身の国会議員（30名以上）の尽力があったが、第一次臨調の旗振り役であった池田勇人首相が病に倒れたことや、旧内務省の復活を恐れた大蔵省や通商産業省の反発によって頓挫した。
2001年（平成13年）1月6日、中央省庁再編（中央省庁等改革基本法（平成10年6月12日法律第103号））により、その機能は総務省に統合され、総務省内の3つの局（自治行政局、自治財政局、自治税務局）と外局（消防庁）に再編された。

## 組織

### 幹部
- 自治大臣
- 自治事務次官
- 自治政務次官

### 内部部局
- 大臣官房[9][注釈 2]
  - 総務課
  - 文書課
  - 会計課
  - 企画室
- 行政局
  - 公務員部 - 1967年（昭和42年）8月1日、行政局に公務員部を新設。
    - 公務員課
    - 給与課
    - 福利課

  - 選挙部 - 1968年（昭和43年）8月1日、佐藤栄作が打ち出した各省庁一律一局削減の方針により、選挙局は行政局選挙部に改組された。
    - 選挙課
    - 管理課
    - 政治資金課

  - 行政課
  - 振興課
- 財政局
  - 財政課
  - 交付税課
  - 地方債課
  - 公営企業第一課
  - 公営企業第二課
  - 指導課
- 税務局
  - 企画課
  - 府県税課
  - 市町村税課
  - 固定資産税課

### 外局
- 消防庁

### 施設等機関
- 自治大学校
  - 庶務課
  - 教務部
  - 研究部

### 関連団体
- 公営企業金融公庫
- 地方公務員災害補償基金

権限は非常に強く、地方交付税の配分、各種地方債の起債許可、地方自治宝くじの許認可等の地方公共団体の財政面を所掌するなど、地方自治法、公職選挙法、地方公務員法、地方財政法、地方交付税法、地方税法、消防法等各種地方自治関連法令を所管していた。
その代わり、国会・予算要求時・地方公共団体からの要望取りまとめ時などは、月曜に出勤し、金曜に帰宅する（あるいはロスタイムで土日出勤）という勤務が常態化していた。また、自治省のキャリア官僚を、副知事や助役、総務部長や財政課長として、各都道府県や市町村に派遣する交換人事（実際は、国から地方への一方通行の人事）が積極的に行われていた。これは、自治省が地方公共団体の枢要なポストを独占することによって、国の地方への統制力を確保するためと、都道府県知事をはじめとする地方公共団体の首長に、中央官庁出身者（なかでも自治省出身者が最も多い）を就任させることを狙ってのことである。

## 自治官僚のキャリアパス
入省後自治省内の原課に配属され、3ヶ月程ののち都道府県の地方課や財政課に出向し、2年後に本省に戻り主査・係長職。3年ほど務め都道府県の課長、市の次長、部長職として2度目の出向、本省に戻り課長補佐（この段階で都道府県の課長職で出向もある）、理事官・企画官級の段階で県の部長・次長職で出向、本省で室長、課長と昇進ののち（県の副知事に出向することも多い）審議官・部長・局長と選抜されていく。財政局が省内で強く、財政局長経験者が事務次官に就任することが多い。